# Divine Teah
Divine Teah, né le 19 avril 2006 à Brewerville au Liberia, est un footballeur international libérien. Il joue au poste de milieu central au SK Slavia Prague.

## Biographie

### En club
Né à Brewerville au Liberia, Divine Teah est formé par la Massa Football Academy avant de rejoindre le Nimba FC où il commence sa carrière. Ses prestations attirent plusieurs clubs européens alors qu'il n'a que 17 ans.
Le 19 avril 2024, Divine Teah rejoint le club suédois de l'Hammarby IF pour un contrat courant jusqu'en décembre 2027. Le transfert devient effectif à partir du 1er juillet 2024,.

### En sélection
Divine Teah honore sa première sélection avec l'équipe nationale du Liberia, le 24 mars 2022, à l'occasion d'une match amical face au Bénin. Il entre en jeu et son équipe est battue par quatre buts à zéro. Teah marque son troisième but dès sa troisième sélection, le 29 mars 2022, contre le Burundi. Titulaire, il ne peut empêcher la défaite de son équipe par deux buts à un.
Le 12 septembre 2023 Teah marque son deuxième but en sélection, face au Ghana. Buteur après son entrée en jeu, il ne peut que réduire le score lors de cette défaite des siens (3-1 score final),.